# Vensterburen
Vensterburen (Fries: Finsterbuorren) is een buurtschap in de gemeente Leeuwarden, in de Nederlandse provincie Friesland. De plaats ligt even ten zuiden van het dorp Jelsum.
De buurtschap ligt aan de weg Finsterbuorren en bestaat uit een rijtje huizen en een boerderij in het dorpsgebied van Jelsum.

## Geschiedenis
De plaats werd in 1664 in de Schotanusatlas als Vensterbuyren aangegeven. In 1877 werd de plaats vermeld als Vensterburen. Andere spellingvarianten kwamen ook voor. 
Het eerste deel 'venster' verwijst naar het Oudfriese woord 'fenne', weiland. Het andere element duidt op een buurt of nederzetting. Onwaarschijnlijker is de verwijzing naar opmerkelijke raamvensters in één of meerdere huizen.
In de jaren 80 van de twintigste eeuw verdween de plaatsnaam van de kadasterkaarten. In 2013 telde de buurtschap 18 woningen en in 2023 telde de straat Finsterbuorren 15 woningen en een dertigtal bewoners. Voor de gemeentelijke herindelingen in 2018 behoorde Vensterburen tot de gemeente Leeuwarderadeel.
Steden, dorpen en gehuchten: Aegum · Baard · Beers · Britsum · Cornjum · Finkum · Friens · Goutum · Grouw · Hempens · Hijlaard · Hijum · Huins · Idaard · Irnsum · Jellum · Jelsum · Jorwerd · Leeuwarden · Lekkum · Lions · Mantgum · Miedum · Oosterlittens · Oude Leije · Roordahuizum · Snakkerburen · Stiens · Swichum · Teerns · Warstiens · Wartena · Warga · Weidum · Wirdum · Wytgaard

Buurtschappen: Abbengawier · Angwier · Baardburen · Bartlehiem (deels) · Barrahuis · De Hem · Domwier · Fons · Groote Bontekoe · Gotum · Hezens · Horne · Hofland · Hoptille · Marwird · Midsburen · Naarderburen · Noordend · Oude Schouw (deels) · Rewerd (deels) · Schillaard · Schrins · Tichelwerk · Tjaard · Tjeintgum · Truurd · Tsienzerburen · Vensterburen · Vierhuis · Wammerd · Wiel · Wieuwens · Wilaard · Zuiderend

Voormalige buurtschappen: De Drie Romers · Hoek · Zuiderburen

Friesland: Steden en dorpen      Nederland: Provincies · Gemeenten